# Distretto di Wanhua
Il distretto di Wanhua (cinese tradizionale: 萬華區; mandarino pinyin: Wànhúa Qū) è un distretto di Taipei. Ha una superficie di 8,85 km² e una popolazione di 192.671 abitanti al 2013.